# Cyclopina brachystylis
Cyclopina brachystylis är en kräftdjursart som beskrevs av Georg Ossian Sars 1921. Cyclopina brachystylis ingår i släktet Cyclopina och familjen Cyclopinidae. Inga underarter finns listade i Catalogue of Life.